# Salih Omurtak
Salih Omurtak (* 1889 in Thessaloniki; † 23. Juni 1954) war ein türkischer General und zuletzt von 1946 bis 1949 Chef des Generalstabes (Genelkurmay Başkanı).

## Leben
Omurtak trat nach dem Schulbesuch in die osmanische Armee ein und wurde nach Abschluss der Militärschule (Harp Okulu) 1907 zum Leutnant befördert. Im Anschluss besuchte er die Militärakademie (Harp Akademisi), die er 1910 abschloss. In der Folgezeit fand er Verwendung in verschiedenen Armeeeinheiten, ehe er am 22. Januar 1920 eine Aufgabe innerhalb der Armeeführung in Ankara übernahm.
1926 wurde er zum Generalmajor befördert und übernahm das Amt des Befehlshabers des VIII. Armeekorps, ehe er nach seiner Beförderung zum Generalleutnant 1930 Befehlshaber des IX. Armeekorps wurde. Während dieser Zeit kam es im Juli 1930 zum Zilan-Massaker, bei dem es während des dritten Ararat-Aufstandes in Erciş zur Tötung von mehreren Tausend Kurden kam. Später war er Befehlshaber des III. Armeekorps, ehe er 1940 zum General befördert und stellvertretender Chef des Generalstabes wurde.
1946 wurde er zunächst Nachfolger von Cemil Cahit Toydemir als Oberbefehlshaber der 1. Armee. In dieser Funktion wurde er auch Mitglied des Obersten Militärrates (Yüksek Askeri Şura Üyeliği).
Am 29. Juli 1946 wurde General Omurtak Nachfolger von Kâzım Orbay als Chef des Generalstabes, während General Nuri Yamut neuer Oberbefehlshaber der 1. Armee wurde. Die Funktion des Generalstabschefs übte er bis zu seiner Beurlaubung aus gesundheitlichen Gründen am 8. Juni 1949 aus. Nachfolger als Generalstabschef wurde daraufhin der frühere Oberbefehlshaber der 2. Armee, General Nafiz Gürman. Omurtak blieb danach formell weiterhin Mitglied des Obersten Militärrates, ehe er am 6. Juli 1950 in den Ruhestand verabschiedet wurde.
Nach seinem Tod wurde Omurtak auf dem Türkischen Staatsfriedhof  (Devlet Mezarlığı) in Ankara beigesetzt.